# Szla
Szla – wieś w Polsce położona w województwie mazowieckim, w powiecie przasnyskim, w gminie Przasnysz. Usytuowana w pobliżu Puszczy Zielonej oraz dużego kompleksu leśnego ciągnącego się do Jednorożca, pośród rozległych łąk torfowych. Mieszkańcy zajmują się głównie hodowlą bydła mlecznego.
Miejscowość jest wsią sołecką. 
| SIMC    | Nazwa     | Rodzaj     |
| ------- | --------- | ---------- |
| 0518180 | Szla-Góry | przysiółek |

W latach 1975–1998 miejscowość administracyjnie należała do województwa ostrołęckiego.
Pierwsza wzmianka już w 1475 r. Własność księcia na prawach niemieckich. W 1567 Szla Królewska miała wraz z wójtostwem - 20 włók pól, 3 ogrodników, kowala, 3 smolarzy, przekupnia i rzeźnika. Po 1796 przejęta przez rząd pruski, od 1807 w dobrach narodowych Księstwa Warszawskiego. Znajdowała się tutaj wówczas szkółka elementarna. W 1815 - 25 domów, 182 mieszkańców. W 1890 w gminie Jednorożec, parafia Przasnysz - 33 domy, 310 mieszkańców i 1.384 morgi gruntu. Obecnie 62 zamieszkane posesje i 343 mieszkańców.

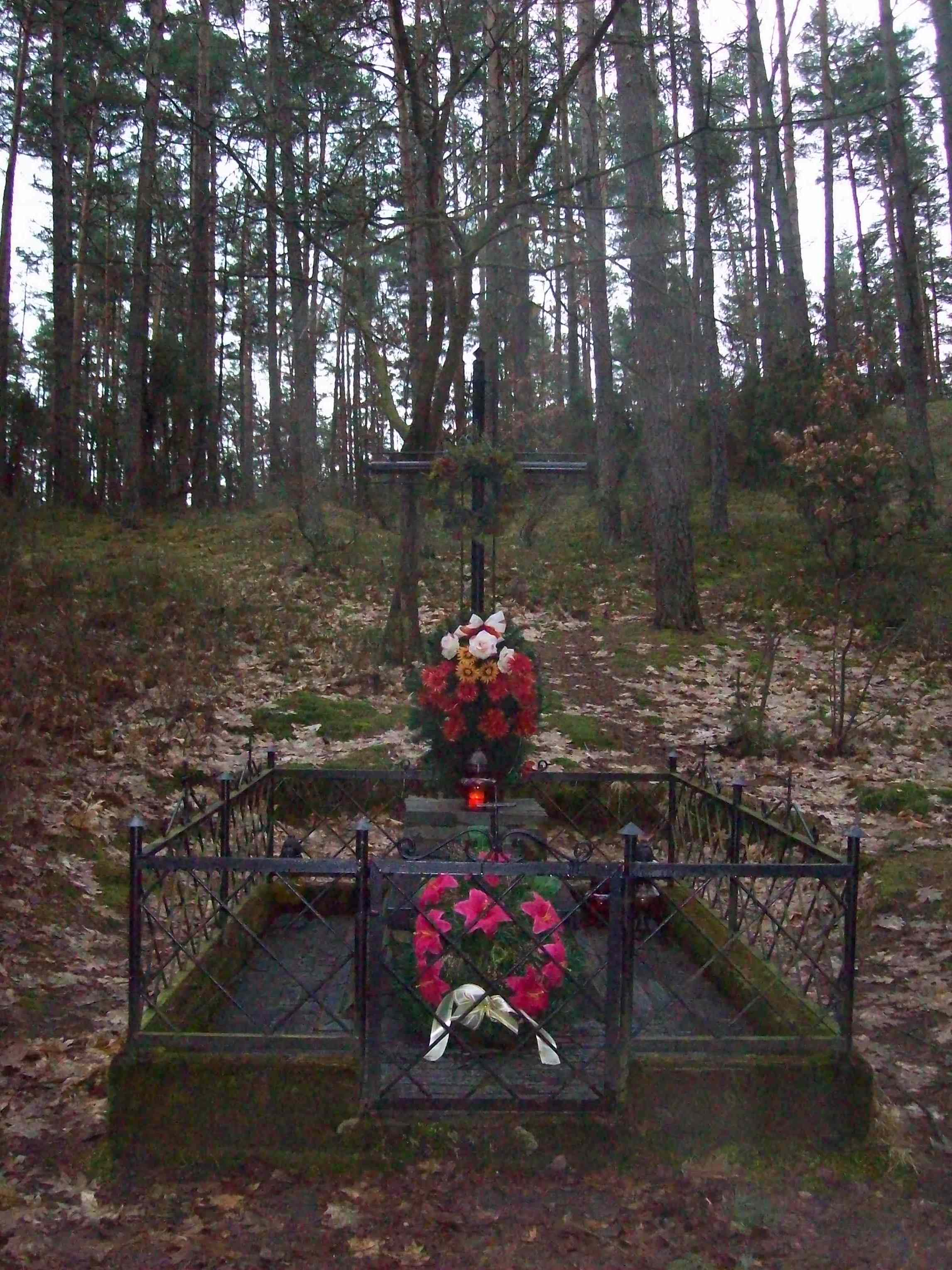
Grób partyzantów AK walczących w Bitwie pod Szlą w 1944

 W miejscowości znajdują się: stacja uzdatniania wody, zakład drzewny, gospodarstwo agroturystyczne "Podbór", sklepy, budynek po byłej szkole przeznaczony na mieszkania socjalne i jako remiza OSP Szla, niefunkcjonujący punkt skupu mleka OSM Mazowsze w Chorzelach, przydrożna figurka Matki Boskiej z 1931, pomnik na terenie gminy Jednorożec upamiętniający bitwę pod Szlą.
17 października 1944, w okolicach Szli polscy żołnierze Armii Krajowej, złapani w okrążenie przez przeważające siły wroga (ponad 1000 żołnierzy niemieckich i dwa czołgi) walczyli przez sześć godzin. Polskim, 80-osobowym oddziałem partyzanckim Łowcy dowodził Henryk Kierzkowski ps. Raban. W czasie walk zginęło trzech żołnierzy polskich, natomiast po stronie niemieckiej było dziewięciu zabitych i 21 rannych. O zmroku Łowcy wyrwali się z niemieckiego okrążenia i wycofali.
Wierni Kościoła rzymskokatolickiego należą do parafii św. Stanisława Biskupa w Świętym Miejscu.